# Mieczysław Norwid-Neugebauer
Mieczysław Norwid-Neugebauer, poljski general, * 1884, † 1954.